# شیموت ورتش
شیموت وَرتَش جانشین و برادر کوچکتر شیروکدوه بود او از سال ۱۷۹۰ ق. م تا سال ۱۷۷۰ ق. م عنوان نایب‌السلطنة برادر خود شیروکدوه را داشت و در سال ۱۷۷۰ ق. م به پادشاهی ایلام رسید.

## پادشاهی
حکومت شیموت ورتش بسیار کوتاه بود و شاید به حدود ۱۷۶۸ ق. م برسد. از شیموت ورتش یک مهر به شکل استوانه‌ای در معبد الهه کیریرش در لیان (بوشهر امروزی) به دست رسیده‌است.

## جانشین
شیموت ورتش پادشاه ایلام، سیوه پلره هوپک (خواهرزاده‌اش) را به مقام نایب‌السلطنه و برادر دیگر سیوه پلره هوپک به نامکودوزولوش را به مقام حاکمی شوش برگزید.